# Romualdo Arppi Filho
Romualdo Arppi Filho (Santos, 7 gennaio 1939 – Santos, 4 marzo 2023) è stato un arbitro di calcio brasiliano, internazionale per 26 anni dal 1963 al 1989, è uno dei due ufficiali di gara del suo Paese (insieme ad Arnaldo César Coelho) ad avere diretto la finale di un campionato mondiale.

## Biografia
La carriera di Arppi Filho è stata molto precoce: già nel 1963, a 24 anni, viene nominato arbitro internazionale. Nel 1986 dirige a Città del Messico la finale Argentina-Germania Ovest (in quel torneo arbitra anche Francia-Unione Sovietica e l'ottavo di finale Bulgaria-Messico). Partecipa a tre edizioni delle Olimpiadi (1968-1980-1984, per un totale di cinque partite arbitrate), sfiorando il record di partecipazioni detenuto dall'arbitro ungherese Istvan Zsolt (4); in particolare, nell'edizione del 1968 è designato per dirigere, all'"Azteca" di Città del Messico, anche la semifinale Ungheria-Giappone vinta dagli ungheresi - poi medaglia d'oro - per 5-0. Nel 1973 arbitra la finale della Coppa Libertadores tra Independiente e Colo Colo, e, a Tokyo il 9 dicembre 1984, la finale di Coppa Intercontinentale tra Liverpool e gli argentini dell'Independiente, vincitori per 1-0.
Nel 1987 è l'arbitro della finale di Coppa America, la massima manifestazione per nazioni del Sud America, tra Uruguay e Cile (ha preso parte anche alle edizioni del 1975 e del 1979). Nello stesso anno la IFFHS istituisce, per la prima volta, il premio destinato al miglior arbitro dell'anno, e il primo direttore di gara ad esserne insignito è proprio Romualdo Arppi Filho, che così corona la sua carriera alla quale pone termine nel 1990 per raggiunti limiti d'età.
Nel 1996 la FIFA gli conferisce il FIFA Special Award..